# 比志神社
比志神社（ひしじんじゃ）は、山梨県北杜市の神社。

## 歴史
創建年代は不明である。ただ日本三代実録に記載されていることから、少なくとも延喜元年（901年）には既に存在していたものと推測される。
元々は、もっと山奥に位置していたが、1522年（大永2年）、日向大和守是吉率いる日向一族によって現在地に移転した。かつては「比志権現」とも「蔵王権現」とも称していた。

## 文化財
- 比志神社本殿 付棟札1枚（山梨県指定有形文化財 昭和40年8月19日指定）[2]
- 比志神社の大スギ（山梨県指定天然記念物 昭和34年2月9日指定）[3]

## 交通アクセス
- 須玉ICより車17分。